# Бугай Денис Володимирович
Денис Володимирович Бугай (народився 30 грудня 1978. Біла Церква Київської області, УРСР) — адвокат у сфері кримінального права та процесу, громадський діяч, президент Асоціації правників України.

## Життєпис

### Освіта
1996 — Київський військовий ліцей імені Івана Богуна;
2001 — Національний юридичний університет імені Ярослава Мудрого, Харків;
2008 — Програма «Open World», Вашингтон (заснована Конгресом США);
2009 — Українська школа політичних студій (діє під егідою Лабораторії законодавчих ініціатив та Ради Європи);
2009 — Четвертий літній університет демократії шкіл політичних досліджень Ради Європи у Стразбурзі (Summer University 2009 — Global Challenges to Democracy);
2016 — Інститут Аспена, програма «Справедливість, закон і суспільство».

### Кар'єра
З 2002 року — юрист юридичного департаменту центрального апарату Національного банку України.
З 2004 року — радник з правових питань у групі фондових компаній з іноземним капіталом «КІНТО».
2005 року заснував ЮК VB PARTNERS (раніше ЮК «Ващенко, Бугай і партнери»).
2012—2013 рр. — юридичний консультант компаній Сергія Курченка і член наглядової ради UMH group.
21 серпня 2014 року обраний до Громадської ради при Національній раді України з питань телебачення і радіомовлення.

## Громадська діяльність
Указом Президента від 25 січня 2012 р. включений до Координаційної ради з питань розвитку громадянського суспільства при Президентові України. 2 грудня 2013 р. Бугай заявив про вихід із Координаційної ради. Рішення про це було прийнято після розгону владою мирних мітингувальників в Києві (у ніч з 29 на 30 листопада 2013 р.) та побиття мирних громадян.
З 31 травня 2013 р. до червня 2017 р. перебував на посаді Президента Асоціації правників України — юридичної спільноти, яка об'єднує більше 7 000 правників (юристи, адвокати, судді, державні службовці).
24 травня 2019 року Денис Бугай був обраний Президентом Асоціації (3 каденція). Віце-президентом обрано старшого партнера і співзасновника юридичної групи LCF Артема Стоянова.
Член робочої групи з реформування адвокатури при Раді з питань судової реформи при Президентові України П. Порошенко.
Денис Бугай є членом низки професійних організацій: International Business Association (IBA), Асоціація правників України (АПУ), Асоціація адвокатів України (ААУ), Асоціація податкових радників (АПР), American Chamber of Commerce (ACC), European Business Association (EBA).

## Відзнаки
- The Legal 500 EMEA (2019-2023): увійшов до переліку провідних юристів країни в сфері White-Collar crime (Top-Tier)[13];
- Best Lawyers (2013—2022): серед кращих фахівців країни в кримінальному та корпоративному праві[14];
- Chambers Europe: у ТОП-7 адвокатів України в сфері White-Collar Crime[15];
- Who is Who Legal: Business Crime (2017—2023): один з провідних юристів країни в сфері безпеки бізнесу[2];
- «Юридична премія»: кращий адвокат України 2018 року у кримінальних справах[16];
- Ukrainian Law Firms. A Handbook for Foreign Clients (2015—2021): в ТОП-5 провідних фахівців країни в галузі кримінального та корпоративного права[17][18][19][20][21].